# Сіньцзянський конфлікт
Сіньцзя́нський конфлі́кт — це тривалий соціально-політичний та етнокультурний конфлікт, що розгортається в Сіньцзян-Уйгурському автономному районі (СУАР) Китайської Народної Республіки. Він охоплює питання прав корінного уйгурського населення, державної політики Китаю щодо меншин, а також питань безпеки, релігії та культури. Конфлікт має історичне коріння і поглиблюється через розбіжності між місцевим мусульманським населенням (здебільшого уйгурами) та китайською центральною владою.

## Передумови
Територія сучасного Сіньцзяну історично була частиною різних тюркських ханств і ісламських держав. У XIX столітті регіон був приєднаний до імперії Цін і згодом увійшов до складу Китайської Республіки. У 1949 році, після встановлення влади Комуністичної партії Китаю, Сіньцзян офіційно став автономним районом у складі КНР.
Протягом XX століття в регіоні неодноразово спалахували повстання проти китайської влади, деякі з яких мали сепаратистський або ісламістський характер. Після 1990-х років конфлікт загострився на тлі зростання напруженості між місцевим населенням та китайськими органами влади, включно з безпековими структурами.

## Причини конфлікту
- Культурна та релігійна дискримінація — уйгури, більшість яких сповідують іслам, зазнають обмежень щодо релігійних практик, вивчення рідної мови та збереження традиційної культури.
- Політика асиміляції — включає насильницьку китаїзацію (ханізацію), зокрема через переселення ханьського населення в регіон, обмеження на використання уйгурської мови в освіті та державних установах.
- Система «перевиховних таборів» — з 2017 року міжнародна спільнота засуджує КНР за масове утримання уйгурів у таборах, які китайська влада називає «центрами професійного навчання».
- Антитерористична риторика КНР — після нападів уйгурських екстремістських угруповань уряд Китаю запровадив широкомасштабні заходи з контролю та стеження в регіоні.

## Ситуація у XXI столітті
Починаючи з 2010-х років, Китай значно посилив контроль над Сіньцзяном, впровадивши сучасні технології стеження, включно з розпізнаванням облич, обов'язковою здачею біометричних даних та цілодобовим моніторингом поведінки громадян. Сотні тисяч, а за деякими оцінками — понад мільйон уйгурів було затримано в так званих таборах перевиховання.
Ці дії викликали різку міжнародну критику. Деякі країни та правозахисні організації звинувачують Китай у геноциді уйгурів, порушенні прав людини та злочинах проти людяності. Водночас Китай заперечує всі обвинувачення, наголошуючи, що його дії спрямовані на боротьбу з тероризмом та екстремізмом.

## Міжнародна реакція
- ООН, Human Rights Watch, Amnesty International та інші організації опублікували звіти про серйозні порушення прав людини в Сіньцзяні[4].
- У 2021—2023 роках кілька західних країн, включно зі США, Канадою та Великою Британією, запровадили санкції проти китайських чиновників, відповідальних за політику в регіоні.
- Китай, у відповідь, ввів контрсанкції та активно веде інформаційну кампанію на захист своєї політики.